# 基巧
基巧（藏語：སྤྱི་ཁྱབ་，威利转写：spyi khyab），「基巧」是藏語音譯，意譯為總管，是西藏噶廈政府的地區行政單位，也是該單位最高官員的官職名。
每個基巧之下管轄十幾個宗和谿卡，相當於中華人民共和國的專區。基巧的最高官員也稱基巧，受噶廈直接任命，三年一屆，按其能力及工作好壞以及下屬各個宗、谿卡的要求，可以連任。不能勝任或不負責任者未到期亦可撤換。清朝時基巧的官階多為四品，昌都基巧的官階曾為三品，工布等小地區基巧的官階則為五品。基巧頭人之下是列仲和強佐。列仲（藏語：ལས་དྲུང）由當地人擔任，負責管理文件，相當於基巧頭人的秘書。強佐由基巧頭人的心腹、親屬或親信僕人擔任，負責處理財務和內務。強佐（藏語：ཕྱག་མཛོད）之下設置康涅（藏語：ཁང་གཉེར），負責維修和管理基巧的衙門。再下是格巴（藏語：གད་པ），負責向宗、谿傳送文件和指令，並負責維護治安、逮捕強盜和罪犯。
噶廈政府任命基巧頭人時除了委任狀之外，一般會頒發兩種印章：一種是方形官印，稱為「列坦」（藏語：ལས་ཐམ），用來處理重大事務時用；另一種是圓形的私印，稱為「達坦」（藏語：རྟགས་ཐམ），處理一般事務和私人事務時用。
「基巧」這一行政區劃單位直到西藏被併入中華人民共和國之後仍然存在，後相繼被廢除，改置為地區。

## 基巧列表
- 朵麦基巧，又稱朵麦噶厦，一譯朵麦總管、昌都總管，轄朵麦地区（今昌都地区）。
- 卓木基巧，一譯亞東總管，轄卓木地区（今亞東地區）。
- 江孜基巧，一譯江孜總管，轄江孜地區。
- 洛卡基巧，一譯山南總管，轄山南地區。
- 霍爾基巧，一譯霍爾總管，轄今那曲一帶，後改名絳曲基巧。
- 日喀則基巧，轄今日喀則一帶，後改名藏區基巧。
- 塔工基巧，一譯塔工總管，轄山南地區。1954年置。
- 堆噶本，轄今阿里地區。